# Zlepieniec koperszadzki

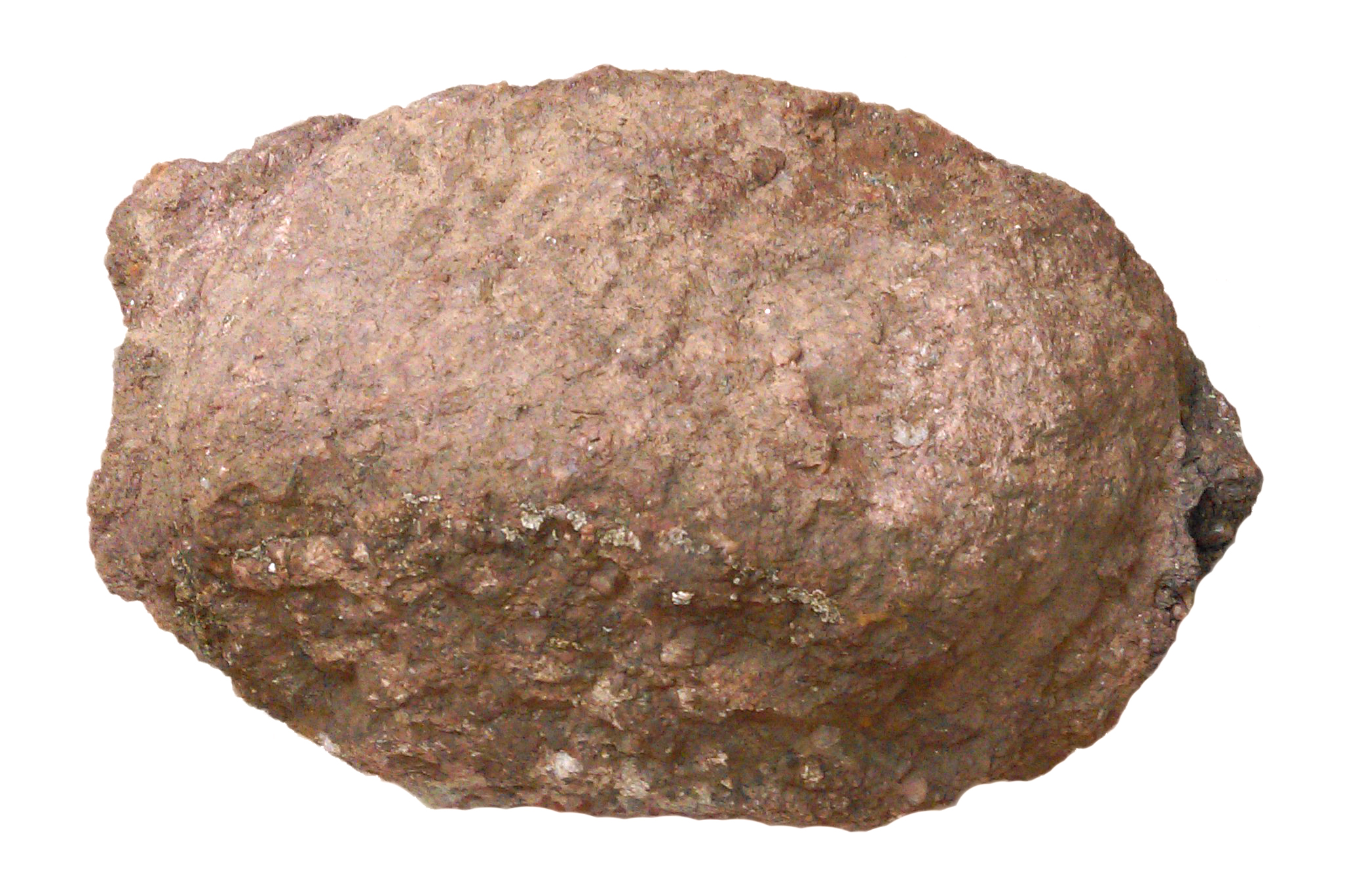
Zlepieniec koperszadzki (Jagnięcy Szczyt)

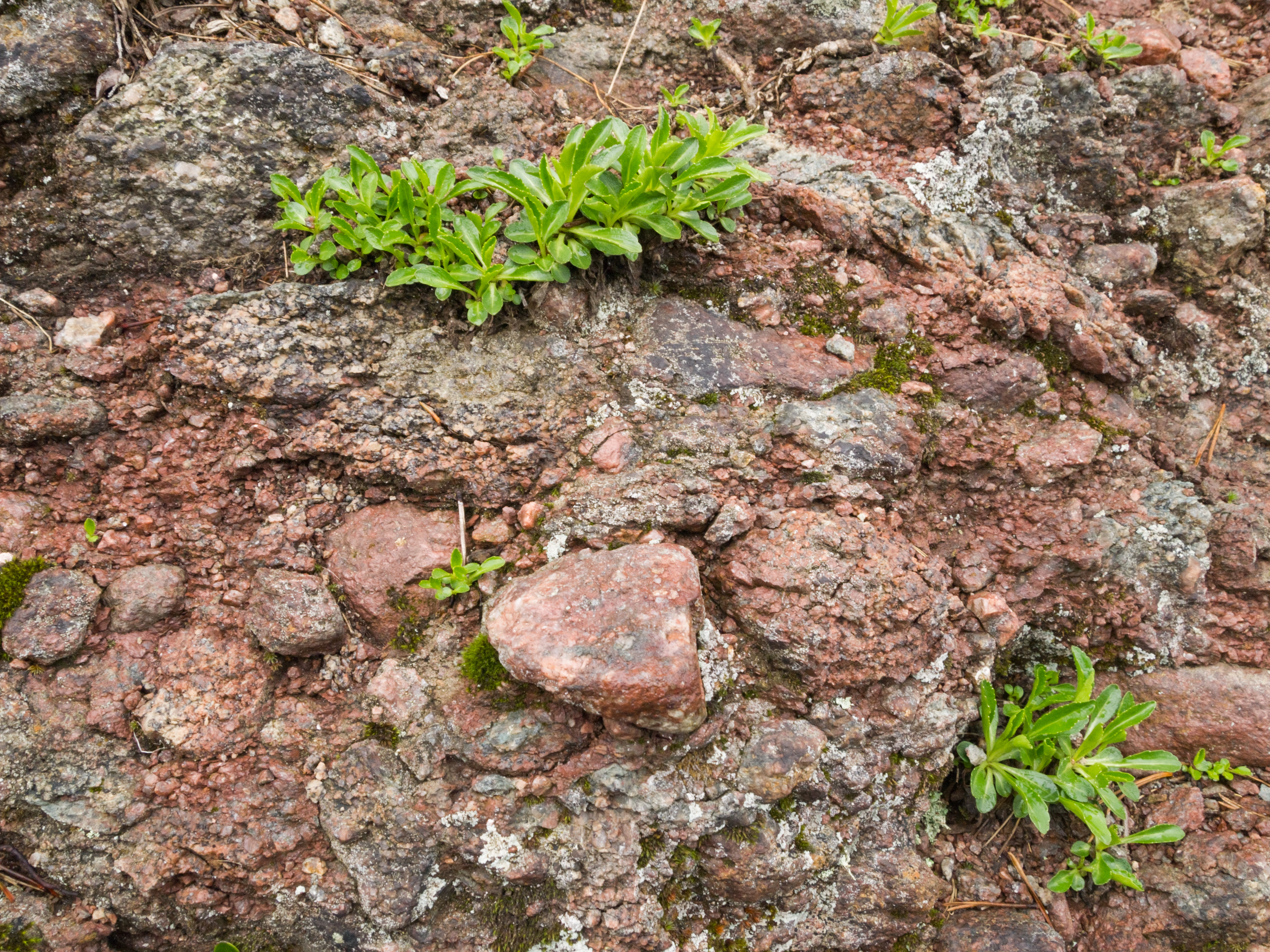
Zlepieniec koperszadzki

Zlepieniec koperszadzki – permska skała osadowa, okruchowa, o charakterze zlepieńca, występujący w słowackich Tatrach Wysokich. Jest to najstarsza znana w Tatrach skała osadowa.

## Występowanie
Zlepieniec koperszadzki występuje w północnej grani Jagnięcego Szczytu, w Koperszadzkiej Grani (Meďodolský hrebeň, Šachtový hrebeň), łączącej go z Tatrami Bielskimi . Zalega bezpośrednio na granicie trzonu krystalicznego Tatr. Na nim z kolei zalegają piaskowce dolnotriasowe (werfen). Zarówno spąg jak i strop zlepieńca wykazują cechy kontaktu sedymentacyjnego.

## Opis
Zlepieniec koperszadzki składa się z otoczaków granitu szarego, czerwonego, pegmatytu i aplitu. Są one zaokrąglone lub kanciaste, a ich wielkość osiąga rozmiary głowy ludzkiej. Tkwią w masie ilasto-żelazistej z ostrokrawędzistym druzgotem granitowym. Górna część składa się z czerwonobrunatnej gliny, w której tkwią okruchy szarego i czerwonego granitu, skaleni, skał wulkanicznych oraz miki. W górnej części występują cienkie wkładki tufów lub tufitów.

## Historia badań
Skałę tę po raz pierwszy odkrył Viktor Uhlig. Mieczysław Limanowski uznał, że jest ona rezultatem zsuwu zwietrzeliny powstałej w klimacie gorącym, a wyżejległe piaskowce za osady pustynne. Stanisław Sokołowski rozdzielił oba kompleksy i określił wiek zlepieńców jako permski, a piaskowców jako triasowy (werfen). Andrzej Michalik uznał ten utwór za brekcję tektoniczną, natomiast bloki miały powstać w wyniku kulistego wietrzenia granitu. Późniejsze badania Edwarda Passendorfera, Marii Turnau-Morawskiej, Zbigniewa Kotańskiego, Zbigniewa Wójcika i Wojciecha Jaroszewskiego potwierdziły osadową genezę skały.